# Anke Möhring
Anke Möhring (Magdeburgo, 28 agosto 1969) è un'ex nuotatrice tedesca, specializzata nello stile libero.

## Carriera
Nel 1987 vinse gli 800 m sl agli europei di Strasburgo 1987 con il tempo di 8'19"53, allora record del mondo (battuto l'anno seguente dalla statunitense Janet Evans); questa prestazione è comunque rimasta record europeo per quasi 20 anni, battuta da Laure Manaudou agli europei di Budapest 2006. Vinse inoltre la medaglia di bronzo ai Giochi olimpici di Seul 1988 nei 400 m sl, dietro alla Evans e alla connazionale Heike Friedrich. Fu nominata Nuotatrice europea dell'anno nel 1989.
I suoi personali:
- 400 m sl: 4'05"84 - Bonn 17 agosto 1989
- 800 m sl: 8'19"53 - Strasburgo 22 agosto 1987 e sesto tempo di sempre

## Palmarès
- Olimpiadi

Seul 1988: bronzo nei 400m sl.
- Europei

1985 - Sofia: argento nei 400m sl e bronzo negli 800m sl.
1987 - Strasburgo: oro negli 800m sl e nella staffetta 4x200m sl.
1989 - Bonn: oro nei 400m sl e 800m sl e nella staffetta 4x200m sl.